# Cementificio Marchino
La ex-Cementificio Marchino, noto semplicemente come La Cementizia di Prato, è un complesso produttivo addossato al versante sud della Calvana. È posto a metà strada tra le località "Le Macine" e "La Querce" sulla strada pedemontana che collega Prato con Calenzano (via Firenze).

## Storia
Fu realizzato  nel 1926 per l'azienda produttiva "Marchino" di Casale Monferrato che si avviava a diventare una delle realtà produttive più importanti del settore. Sfruttando la marna estratta dalla Calvana, il cementificio produceva calce e cemento.
Il progettista del complesso fu l'architetto Leone Poggi, anche se un ruolo importante nel progetto dovette averlo l'ingegnere Attilio Muggia, pioniere italiano del calcolo del cemento armato.
Dopo aver subito danni bellici, il cementificio ha smesso definitivamente la produzione nel 1956 ed è stato per lungo tempo abbandonato.

## Descrizione
Il complesso si trova all'interno di un'area sottoposta a vincolo paesaggistico.
Il complesso produttivo con le sue alte torri delle canne fumarie domina il paesaggio tra Prato e Calenzano stagliandosi sulla montagna con la mole dei suoi impianti, visibili dalla piana tra Prato e Firenze, da molti chilometri di distanza, rappresentando un importante esempio di archeologia industriale. L'impianto è costituito da vari edifici ed infrastrutture caratterizzate dalle murature in mattoni, ed in pietra alberese, oltre che in cemento armato.

## Recupero
Di recente è stato oggetto di un discusso piano di recupero di iniziativa privata, proposto dalla società pratese Valore S.p.A. e approvato dall'amministrazione comunale, che prevede la demolizione dei capannoni posti più in basso per realizzare tre nuovi edifici di 7/8 piani, destinati a residenze e a struttura alberghiera, ad attività commerciali e servizi, la realizzazione di numerosi parcheggi, il recupero a Centro per la Musica del cosiddetto capannone del clinker, la realizzazione di varia viabilità a diversi livelli del ripido pendio della Calvana, geologicamente fragile.